# Dam tér

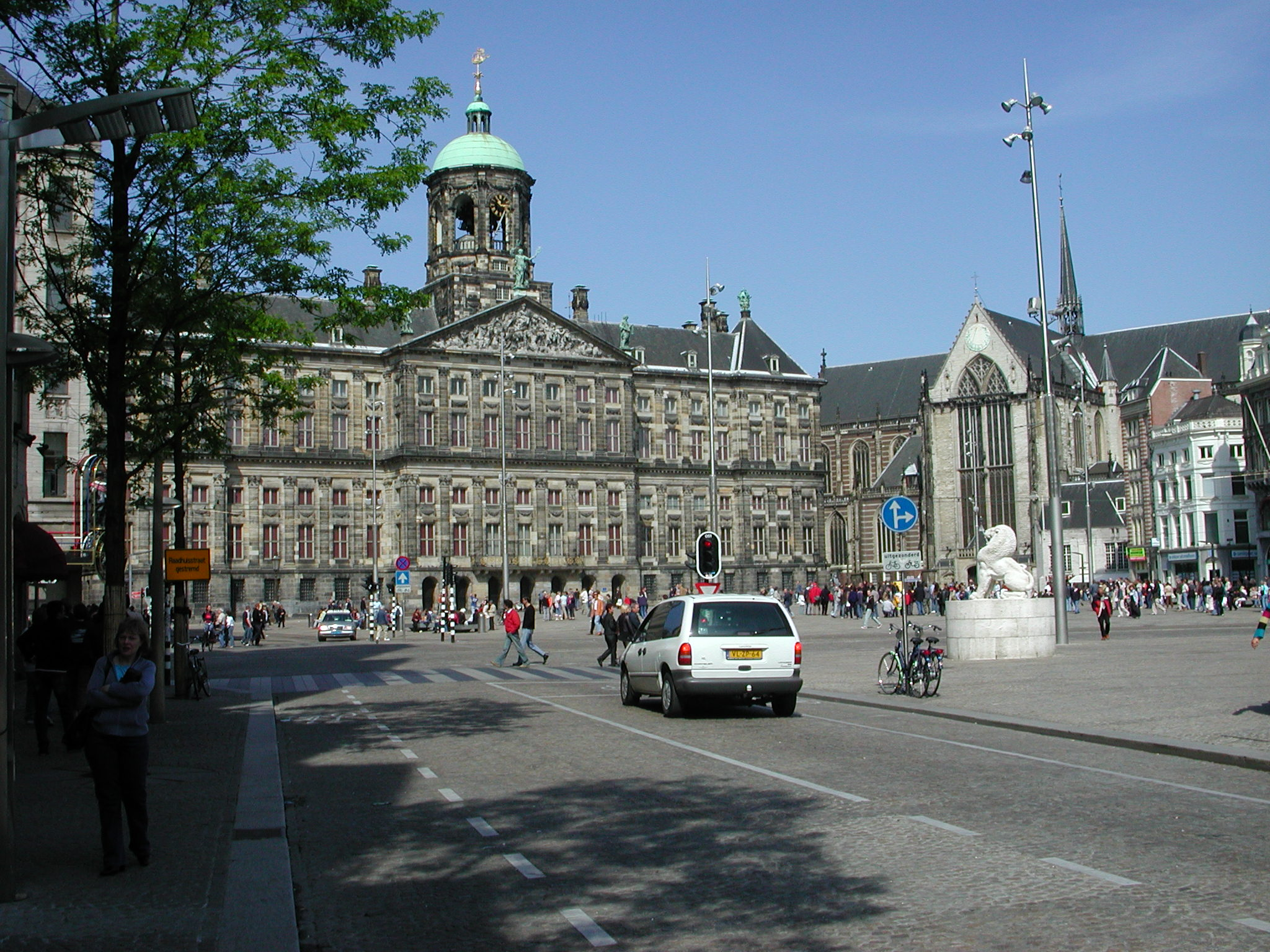
A Dam tér a királyi palotával és az Új-templommal

A Dam tér Amszterdam főtere, a város egyik látványossága. Itt, ahol az Amstel folyó az IJ folyóba torkollt, építették 1270 körül azt a fából készült gátat, amely a városnak nevét is adta. A tengeri hajók egészen idáig úsztak fel rakományukkal, amiket aztán folyami hajókba pakoltak át. Ennek köszönhetően már a középkor során a város kereskedelmi gócpontja volt. Neve eredetileg „De Plaetse”, azaz „a tér” volt, s csak később történelmi szerepének tiszteletére nevezték át „Dam”-ra, azaz „gátra”.

## A tér egyben a történelmi városközpont legnagyobb tere. Főbb látnivalói
- Királyi palota (Koninklijk Paleis)
- Új-templom (Nieuwe Kerk)
- De Bijenkorf áruház
- Nemzeti emlékmű, a második világháború hősi halottainak emlékére
- A Madame Tussaud’s Viaszmúzeum amszterdami kiállítása
- Hotel Krasnapolsky

A nagyjából 200 m hosszú és 100 m széles, négyszög alakú teret keresztezi a történelmi városközpont főutcája (észak felé a Damrak, déli irányban a Rokin nevet viseli). A térbe torkollik a város két fő bevásárlóutcája, a Nieuwendijk és a Kalverstraat and Damstraat. A tértől keletre, néhány utcasaroknyira található Amszterdam piröslámpás negyede, a De Wallen.
A tér és a környező épületek kicsinyített mása a Hága melletti Madurodam makettparkban is látható.